# Super Guachin

Super Guachin es un proyecto de música electrónica proveniente de la ciudad de Mendoza, Argentina fundado en el año 2008.
Se destaca por mezclar el sonido de la cumbia villera con géneros como el House, Techno y Dubstep. En sus producciones utiliza recursos no convencionales tales como; consolas de videojuegos retro, computadoras obsoletas y sintetizadores clásicos y  Diy (diseñados y construidos por ellos mismos). Gracias a esta mezcla de recursos la prensa lo ha catalogado como uno de los proyectos pioneros del género.

## Historia
Super Guachin nace a mediados del 2008 producto de la experimentación musical de Ignacio Brasolin, y luego a fines del mismo año se suma como integrante su hermano, Luciano Brasolin. 
En el año 2009 editan su primer EP, "Bass de la Villa", lanzado a través del netlabel "Cabeza!". A partir de esto logran una notable repercusión en diversos medios dentro y fuera de Argentina.
 
En el año 2010 el dúo forma parte del compilado de remixes oficiales del tema "Mostro" de Dante Spinetta. 
 
Ese mismo año, el grupo realiza una gira a lo largo de Argentina. Más tarde se llevan a cabo sus primeras presentaciones internacionales en las ciudades de Santiago y Valparaíso de Chile. 
 
El año 2011 editan a través de ZZK Records su segundo trabajo de estudio, el EP titulado "Piratas y Fichines" el que es presentado a lo largo de Europa y en diversos países de Latinoamérica.
En abril del 2012 son convocados para abrir el show de Skrillex y Bassnectar en la Ciudad de Buenos Aires. 
 
En mayo del mismo año, son el primer grupo argentino en participar del festival Sónar en Sao Paulo. 
 
En noviembre los sellos Waxploitation y ZZK Records lanzan en conjunto el compilado "Future Sounds of Buenos Aires" en el que el grupo participa con su tema "Se pixeló el vinito".
En junio del 2016 el tema "La Gorra" es seleccionado por Underground Producciones, para formar parte de la banda sonora de la temporada 1 de la producción original para Netflix, El Marginal.
En el año 2018, Ignacio y Luciano deciden emprender rumbos separados, quedando a cargo del proyecto como único productor Ignacio.

## Discografía

### EP
- 2009: "Bass de la Villa" EP - Cabeza!
- 2011: "Piratas y Fichines" EP - ZZK Records